# Wayne (Nueva Jersey)
El municipio de Wayne (en inglés: Wayne Township) es un municipio ubicado en el condado de Passaic  en el estado estadounidense de Nueva Jersey. En el año 2010 tenía una población de 54,717 habitantes y una densidad poblacional de 839 personas por km².

## Demografía
Según la Oficina del Censo en 2000 los ingresos medios por hogar en el municipio eran de $83,651 y los ingresos medios por familia eran $95,114. Los hombres tenían unos ingresos medios de $61,271 frente a los $39,835 para las mujeres. La renta per cápita para la localidad era de $35,349. Alrededor del 2.8% de la población estaba por debajo del umbral de pobreza.

### Censo de 2010
El censo de Estados Unidos de 2010 contó 54.717 personas, 19.127 hogares y 14.230 familias en el municipio. La densidad de población era de 890 hab/km². Había 19.768 unidades de vivienda con una densidad media de 321.7/km². La composición racial era 86,07% (47.097) blancos, 2,28% (1.247) negros o afroamericanos, 0,09% (51) nativos americanos, 8,18% (4.478) asiáticos, 0,02% (11) isleños del Pacífico, 1,80% (985) de otras razas, y el 1,55% (848) de dos o más carreras. Los hispanos o latinos de cualquier raza eran el 7,92% (4.335) de la población. 
De los 19.127 hogares, el 33,0% tenía hijos menores de 18 años; el 62,9% eran matrimonios que vivían juntos; El 8,6% tenía una cabeza de familia sin marido presente y el 25,6% no eran familias. De todos los hogares, el 22,2% estaban formados por personas individuales y el 12,3% tenía alguien que vivía solo y tenía 65 años o más. El tamaño medio del hogar era de 2,71 y el tamaño medio de la familia era de 3,21.
El 22,0% de la población tenía menos de 18 años, el 10,3% de 18 a 24, el 21,1% de 25 a 44, el 29,6% de 45 a 64 y el 17,0% tenían 65 años o más. La mediana de edad fue 42,8 años. Por cada 100 mujeres, la población contaba con 91,9 hombres. Por cada 100 mujeres de 18 años y más había 88,4 hombres.
La Encuesta sobre la Comunidad Estadounidense de 2006-2010 de la Oficina del Censo mostró que (en dólares ajustados a la inflación de 2010) el ingreso familiar medio era de 100.638 dólares (con un margen de error de +/- 3.630 dólares) y el ingreso familiar medio era de 117.745 dólares (+/- 5.252 dólares). Los hombres tenían un ingreso medio de $80,420 (+/- $5,367) versus $54,413 (+/- $2,379) para las mujeres. El ingreso per cápita del municipio fue de $ 40.875 (+/- $ 1.473). Alrededor del 2,2% de las familias y el 3,6% de la población estaban por debajo del umbral de pobreza, incluido el 2,9% de los menores de 18 años y el 6,6% de los de 65 años o más. 
Las parejas del mismo sexo encabezaban 105 hogares en 2010, un aumento con respecto a los 75 contabilizados en 2000. 
Si bien Wayne ha sido y sigue siendo predominantemente blanco, su diversidad ha aumentado a lo largo de los años. De 2000 a 2010, el porcentaje de cada grupo minoritario ha aumentado. Algunos de los grupos étnicos minoritarios predominantes incluyen a los indios americanos con un 3,0% y a los coreanos americanos con un 2,0%, mientras que los puertorriqueños constituían el 2,3% de la población. 

## Historia
En 1694, los británicos enviaron a Arent Schuyler, un topógrafo, comerciante y especulador de tierras, al noroeste de Nueva Jersey para investigar los rumores de que los franceses estaban tratando de incitar a los nativos americanos locales Lenape a rebelarse contra ellos. No encontró evidencia de una rebelión, pero descubrió un valle fluvial fértil donde los Lenape cultivaban. Schuyler informó de sus hallazgos a los británicos y luego convenció a un grupo que incluía al mayor Anthony Brockholst y Samuel Bayard para que invirtieran en la tierra a la que se refería como el Valle Pompton. El grupo eligió a Schuyler como negociador con los Lenape y a Bayard para negociar con la East Jersey Company, propietaria de los derechos territoriales del rey de Inglaterra. El grupo completó la compra de 5000 acres (20,2 km²)   el 11 de noviembre de 1695, y el área pasó a formar parte de lo que entonces se conocía como municipio de New Barbadoes en el condado de Bergen.  Schuyler construyó la Casa Schuyler-Colfax en ese momento. 
En 1710, el área pasó a formar parte del municipio de Saddle River. Durante la Guerra Revolucionaria, el general George Washington estableció su cuartel general en la Mansión Dey, primero en julio de 1780, y nuevamente en octubre y noviembre de 1780. Alexander Hamilton, ayudante de campo de Washington, se quedó en la casa con él. Las tropas y los generales se esparcieron por toda el área durante los campamentos, incluido el homónimo del municipio, Anthony Wayne, y el Marqués de Lafayette, que estableció su cuartel general en la cercana Casa Van Saun.   Cerca del final de la guerra, la nieta de Arent Schuyler, Hester Schuyler, se casó con William Colfax, un miembro de la Guardia Salvavidas de Washington, y vivieron juntos en la Casa Schuyler-Colfax. 
En 1837, el condado de Passaic se formó a partir de partes del condado de Bergen y el área pasó a formar parte del nuevo municipio de Manchester. El 12 de abril de 1847 se celebró la primera reunión de organización del municipio y los ciudadanos votaron a favor de separarse de Manchester y nombraron al nuevo municipio Wayne. 
A lo largo de los siglos XVIII y XIX, Wayne siguió siendo predominantemente agrícola, con algo de industria en forma de molinos, aserraderos y sidra, herrerías y una planta de pólvora Laflin & Rand. Numerosas granjas del municipio emplearon esclavos hasta que comenzó la abolición gradual en Nueva Jersey en 1804; sin embargo, la práctica continuó en algunos casos bajo el velo de "aprendizaje" hasta la Decimotercera Enmienda en 1865.
En 1868, Milton H. Sanford, propietario del Preakness Stud, compró un caballo de carreras por 4.000 dólares y lo llamó Preakness, en honor a la operación de cría y carreras de caballos pura sangre establecida por él en la sección Preakness de Wayne. En la primera salida del caballo, participó en la "Cena Party Stakes" inaugural en el nuevo hipódromo de Pimlico en Maryland, ganando la carrera el 25 de octubre de 1870. En 1873, Pimlico corrió su primera carrera para niños de tres años y la llamó Preakness Stakes, en honor al primer caballo que ganó una carrera en la pista. Hoy, el Preakness es la segunda carrera de la Triple Corona de la pura sangre. 
El Canal Morris atravesaba la parte suroeste de Wayne y transportaba productos agrícolas a los mercados y carbón desde Pensilvania. El canal fue sustituido por el ferrocarril a finales del siglo XIX. A principios del siglo XX, Wayne creció como un refugio de vacaciones para los neoyorquinos adinerados que llegaban en tren para alojarse en búngalos a lo largo de los lagos de la zona. La ruta 23 de Nueva Jersey y la ruta 46 de los EE. UU. se construyeron en todo el municipio durante la Gran Depresión.
Durante la Segunda Guerra Mundial, los búngalos de verano se convirtieron en residencias durante todo el año para alojar a las personas que se mudaban a Wayne para trabajar en industrias relacionadas con la guerra. Después de la guerra, Wayne se suburbanó cuando las tierras de cultivo se convirtieron en desarrollos de viviendas y se construyó la Interestatal 80 en la parte sur del municipio.

## Gobierno

### Gobierno local
Wayne se rige por el sistema de gobierno municipal del plan F del alcalde y el consejo en virtud de la Ley Faulkner, implementada el 1 de enero de 1962, mediante petición directa.  El municipio es uno de los 71 municipios (de los 564) del estado que utilizan esta forma de gobierno.  El órgano de gobierno está compuesto por el alcalde y el ayuntamiento. El alcalde es elegido directamente por los votantes para cumplir un mandato de cuatro años. El consejo municipal, que forma el poder legislativo del gobierno municipal, está compuesto por nueve miembros elegidos para mandatos de cuatro años, de los cuales tres miembros del consejo se eligen en general y un miembro se elige de cada uno de los seis distritos . Todos los miembros del órgano de gobierno son elegidos sobre una base partidista como parte de las elecciones generales de noviembre en años impares, con los seis escaños de los distritos elegidos juntos y, dos años más tarde, los tres escaños generales y el escaño de alcalde. todos listos para votar.  
A partir de 2023, el alcalde de Wayne es el republicano Christopher P. Vergano, cuyo mandato finaliza el 31 de diciembre de 2025. Los miembros del consejo municipal son el presidente del consejo Franco Mazzei (R, 2023; Distrito 3), Jason J. DeStefano (R, 2025; en general), Jonathan Ettman (R, 2023; Distrito 6), Richard Jasterzbski (R, 2023; Distrito 1), Francine Ritter (D, 2023; Distrito 5), Al Sadowski (R, 2023; Distrito 2), Jill M. Sasso (R, 2025; general), Joseph Scuralli (R, 2023; Distrito 4) y David Varano (R, 2025; general).
La victoria de Ritter en 2019, derrotando a la entonces titular Lucy "Aileen" Rivera, fue la primera vez que los votantes locales eligieron a algún demócrata desde que Christopher McIntyre fue derrotado por Rivera en 2015;  antes de que McIntyre ganara en 1995, no había ningún demócrata en el consejo en al menos 20 años. 
En 2018, el municipio tuvo una factura promedio de impuestos a la propiedad de $12,559, la más alta del condado, en comparación con una factura promedio de $8,767 en todo el estado. 

## Educación

### Escuelas públicas
Las Escuelas Públicas de Wayne atienden a estudiantes desde preescolar hasta el duodécimo grado.  A partir del año escolar 2018-19, el distrito, compuesto por 14 escuelas, tenía una matrícula de 7895 estudiantes y 666,5 maestros de aula (sobre una base FTE ), para una proporción de estudiantes por maestro de 11,8:1.  Las escuelas del distrito (con datos de inscripción de 2018-19 del Centro Nacional de Estadísticas Educativas)  son la Escuela Primaria Randall Carter  (334 estudiantes; en los grados K-5), la Escuela Primaria Theunis Dey  (437; Pre-K–5), Escuela primaria James Fallon  (381; K–5), Escuela primaria John F. Kennedy  (416; K–5), Escuela primaria Lafayette  (301; K –5), Escuela Primaria Packanack  (441; Pre-K–5), Escuela Primaria Pines Lake  (380; Pre-K–5), Escuela Primaria Ryerson  (273; K–5), Escuela primaria Albert P. Terhune  (399; Pre-K–5), Escuela secundaria Schuyler-Colfax  (693; 6–8), Escuela secundaria George Washington  (653; 6–8), Escuela secundaria Anthony Wayne  (555; 6–8), Escuela secundaria Wayne Hills  (1285; 9–12 - para estudiantes que viven en Ratzer Road y al norte) y Escuela secundaria Wayne Valley  (1250 9–12 – para estudiantes que viven al sur de Ratzer Road).  
El Instituto Técnico del Condado de Passaic es una escuela secundaria pública vocacional regional que atiende a estudiantes del condado de Passaic.  En 2018 PCTI inauguró un nuevo edificio específicamente para STEM (Ciencia, Tecnología, Ingeniería, Matemáticas). 

### Escuelas privadas
La escuela católica Immaculate Heart of Mary, reconocida en 2007 por el Programa Nacional de Escuelas Blue Ribbon, atiende a estudiantes de jardín de infantes a 8° grado  y la escuela católica Saint Elizabeth Ann Seton Academy  y la escuela secundaria católica DePaul atiende a estudiantes de 9° a 12° grado,  ambos operando bajo los auspicios de la diócesis católica romana de Paterson. 
La escuela secundaria Al-Ghazaly, una escuela secundaria islámica para estudiantes de séptimo a duodécimo grado, abrió sus puertas en unas nuevas instalaciones en Wayne en septiembre de 2013, trasladándose de un sitio en Teaneck, donde la escuela tenía su sede desde 1984. 
Pioneer Academy, una escuela privada, es una escuela independiente acreditada regionalmente que atiende a los grados K-12. 

### Educación postsecundaria
La Universidad William Paterson, fundada en 1855, cuenta con más de 11.500 estudiantes en sus programas de pregrado y posgrado. 
La Academia de Seguridad Pública (PSA) de Passaic County Community College en Oldham Road ofrece capacitación e instalaciones para personal médico de emergencia y extinción de incendios.  Junto a ella se encuentra la Academia de Policía del Condado de Passaic, donde los reclutas policiales y los candidatos de rutas alternativas reciben capacitación policial básica.